# داغه (مهاباد)
قرية داغه (بالكردية: داغە) هي إحدى القرى التابعة لـمنغور الشرقية في ريف قسم خليفان من مقاطعة مهاباد، في محافظة أذربیجان الغربیة الإيرانية.

## السكان
حسب إحصاءات سنة 2006، بلغ إجمالي السكان في داغه 30 نسمة وعدد المساكن 7 مسكن. لغة سكان داغه هي اللغة الكردية و هم من أهل السنة والجماعة والمذهب الشافعي.